# فرهنگ نظام

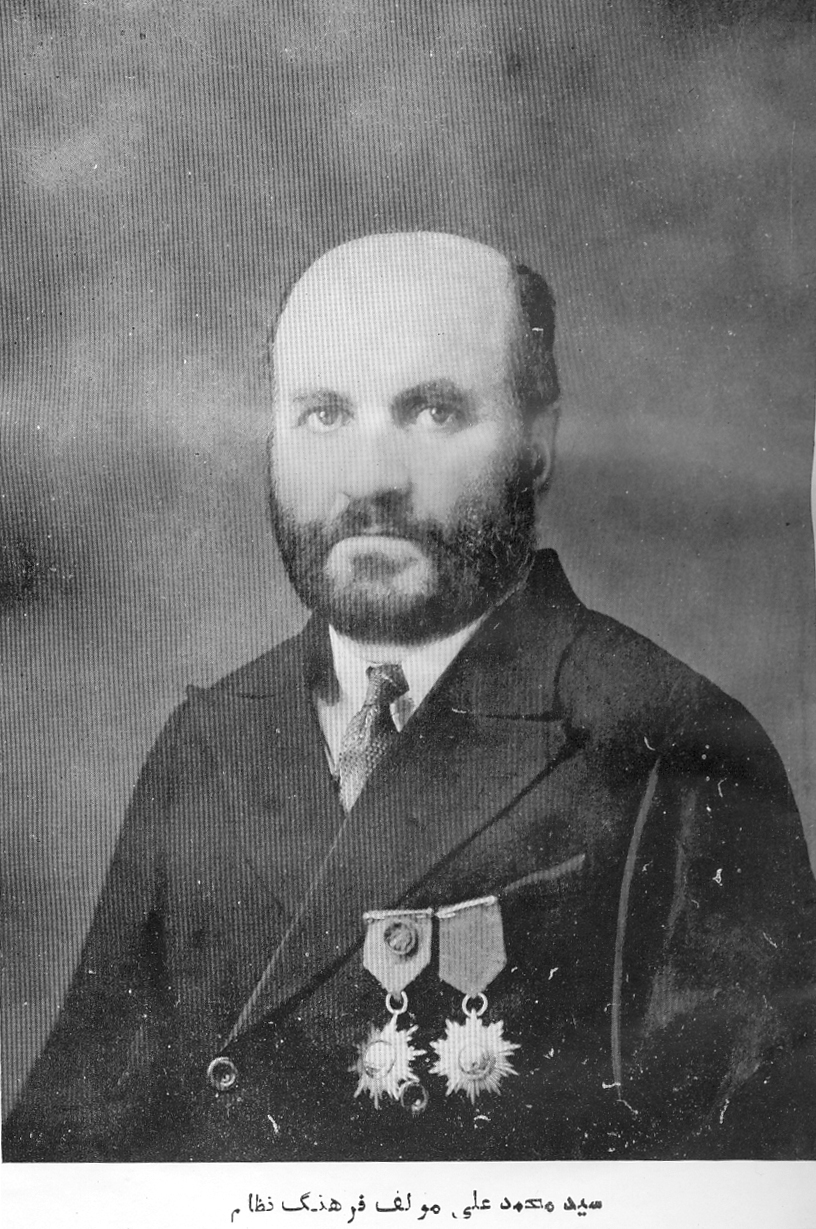
سید محمدعلی داعی‌الاسلام، نویسندهٔ فرهنگ نظام

فرهنگِ نظام فرهنگی فارسی در پنج جلد است که سید محمدعلی داعی‌الاسلام آن را در سال ۱۳۰۵ در حیدرآباد دکن منتشر کرد. نویسنده این فرهنگ را به نام عثمان علی خان پادشاه دکن که به نظام حیدرآباد معروف بود نام‌گذاری کرد.